# Agreliá
Agreliá är en ort i Grekland.   Den ligger i prefekturen Trikala och regionen Thessalien, i den centrala delen av landet, 250 km nordväst om huvudstaden Aten. Agreliá ligger 728 meter över havet och antalet invånare är 342.
Terrängen runt Agreliá är lite bergig. Runt Agreliá är det ganska glesbefolkat, med 42 invånare per kvadratkilometer. Närmaste större samhälle är Farkadóna, 17,6 km sydost om Agreliá. Trakten runt Agreliá består i huvudsak av gräsmarker.